# Gennadij Lushchikov
Gennadij Lushchikov, född 29 september 1948 i Tokur i Amur oblast, död 1 oktober 2004 i Blagovesjtjensk, var en sovjetisk sportskytt.
Lushchikov blev olympisk bronsmedaljör i gevär vid sommarspelen 1976 i Montréal.